# Seantrel Henderson
Seantrel Henderson (Saint Paul, 21 gennaio 1992) è un giocatore di football americano statunitense che gioca nel ruolo di offensive tackle per i Saskatchewan Roughriders della Canadian Football League (CFL). Scelto nel corso del settimo giro (237º assoluto) del Draft NFL 2014, in precedenza aveva giocato a football per gli Hurricanes dell'Università di Miami.

## Carriera universitaria
Dopo aver giocato presso la Cretin-Derham Hall High School della sua città natale, Saint Paul, presso la quale si consacrò come uno dei talenti più cristallini del panorama sportivo nazionale, tanto che l'Associated Press lo elesse Giocatore dell'Anno del Minnesota, Sports Illustrated lo definì "probabilmente il lineman più raffinato dell'ultimo decennio" e lo scout collegiale Tom Lemming lo descrisse come "un incrocio tra Jonathan Ogden ed Orlando Pace", Henderson fu conteso da un gran numero di atenei degli Stati Uniti, desiderosi di assicurarsi le sue prestazioni. Egli visitò in un primo momento, in forma non ufficiale, Minnesota, Wisconsin, Michigan State e Michigan, manifestando le sue preferenze per quest'ultima. In seguito, sempre in forma non ufficiale visitò Florida State, Tennessee, UCLA, USC, Ohio State, Notre Dame e Florida.
Queste ultime quattro lo ospitarono in seguito anche in forma ufficiale, ed una quinta visita Henderson la fece a Miami che, da lui ritenuta seconda scelta, alla fine ebbe la meglio su USC, con cui aveva firmato una lettera di intenti poi annullata, dopo che la NCAA bandì l'ateneo californiano per due anni dalla partecipazione ai bowl di post-season (imponendo anche severe restrizioni alle borse di studio sportive), per lo scandalo che coinvolse il running back Reggie Bush, reo di aver ricevuto compensi pubblicitari vietati dai regolamenti universitari. La firma venne messa nero su bianco il 9 luglio 2010.
Come true freshman, Henderson disputò tutti e 12 gli incontri in programma, partendo 9 volte come titolare e giocando la maggior parte degli snap come tackle destro, ruolo nel quale aiutò gli Hurricanes a conseguire una media di 494,9 yard. Al termine della stagione fu poi inserito nel Freshman All-America Team 2010 da 4 diverse testate e associazioni di giornalisti sportivi. Operato nell'offseason seguente, Henderson nella stagione 2011 riuscì a prender parte ad 8 incontri e partire 2 volte come titolare, concedendo zero sack alle difese avversarie e commettendo una sola penalità.
Dopo aver saltato il primo incontro della stagione 2012 contro Maryland per aver violato nel mese di marzo i regolamenti interni all'ateneo, Henderson giocò i restanti 11 incontri, scendendo in campo negli ultimi 7 come titolare, sempre nel ruolo di tackle destro, guadagnandosi una All-ACC honorable mention per il contributo dato all'offensive line di Miami che chiuse al terzo posto in yard su passaggio (295,4) ed al quinto in yard totali (440,2) nella Atlantic Coast Conference. Sempre nello stesso anno fu vittima anche di un incidente d'auto nel mese di agosto, quando passando con il rosso si scontrò con il suo Chevrolet Impala contro un'auto che portava a bordo una famiglia composta da 6 persone, di cui 2 bambini che finirono in ospedale. L'incidente, oltre a costargli una denuncia per guida con patente scaduta, lo costrinse anche a saltare le prime 12 sessioni di allenamento della squadra, a causa della commozione cerebrale causata dall'impatto tra i due veicoli. Nel 2013 giocò in 12 gli incontri stagionali, venendo declassato a riserva in 3 di essi, sospeso in uno e partendo 8 volte come tackle titolare nella offensive line che aiutò l'attacco di Miami a totalizzare 33,8 punti e 425,8 yard totali in media a partita. Al termine della stagione guadagnò un'altra All-ACC honorable mention e fu inserito anche nel Third-team All-ACC.

## Carriera professionistica

### Pre-Draft

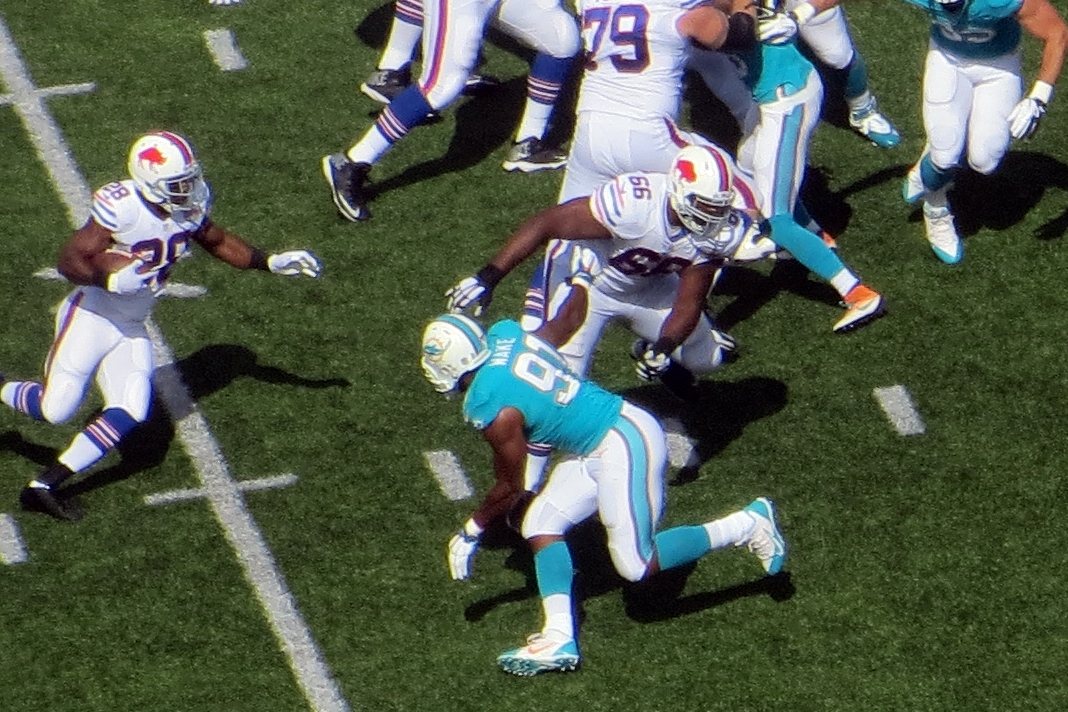
Henderson (Nº 66) nel 2014, nella gara di settimana 2, sopravanzato da Cameron Wake mentre protegge sul lato destro per il compagno di squadra C.J. Spiller (Nº 28).

Invitato al Senior Bowl 2014, prima dell'inizio della partita ammise che i motivi che lo avevano condotto alle diverse sospensioni erano dettati dall'assunzione di marijuana: "Voglio solo essere onesto con ogni squadra [della NFL], permettere loro di sapere esattamente come stavano le situazioni e che ora sto mettendo le cose negative alle mie spalle, passando al livello successivo. Voglio essere un titolare e giocare nella NFL. Sto mostrando il mio carattere. Sto mostrando loro che sono responsabile, affidabile e credibile. Voglio continuare a dimostrare loro che tutte le cose negative sono dietro di me.". Alla NFL Combine fece corse la 40 yard dash in un eccezionale (per un atleta della sua stazza) 5.01 secondi tanto che Mike Mayock, celebre analista di NFL.com, affermò: "È un talento da primo giro [del Draft], ma difetta di consistenza dentro e fuori dal campo". Il 5 maggio, tre giorni prima del Draft, fu reso noto che le squadre erano state informate che Henderson era risultato positivo alla marijuana anche alla Combine.

### Buffalo Bills
Il 10 maggio Henderson fu infine scelto al 7º giro come 237º assoluto dai Buffalo Bills, con i quali cinque giorni dopo firmò il suo primo contratto da professionista.

#### 2014
Complici le non soddisfacenti prestazioni del compagno di squadra Cyrus Kouandjio ed una solida pre-stagione da parte propria, Henderson fu elevato al grado di tackle destro titolare dal capo allenatore Doug Marrone, ruolo nel quale debuttò tra i professionisti nella vittoriosa trasferta di Chicago nella quale i Bills sconfissero i Bears padroni di casa per 23-20 ai tempi supplementari, prima vittoria assoluta nella storia di Buffalo in sei incontri disputati nella metropoli dell'Illinois e prima partita di regular season giocata dai Bills dopo la scomparsa dello storico proprietario Ralph Wilson.
Durante il corso della stagione 2014 Henderson fu l'unico, tra gli offensive lineman selezionati dai Bills nel corso del Draft 2014, a prender parte a tutti e 16 gli incontri disputati da Buffalo e più in generale fu assieme a Sammy Watkins l'unico a scendere in campo come titolare in ognuno di essi.

### Houston Texans
Nel 2018 Henderson firmò con gli Houston Texans.

## Statistiche
| Partite totali      | 16 |
| Partite da titolare | 16 |

Statistiche aggiornate alla stagione 2014